# Hoehnephytum
Hoehnephytum es un género de plantas herbáceas perteneciente a la familia de las asteráceas. Comprende 3 especies descritas.

## Taxonomía
El género fue descrito por Ángel Lulio Cabrera y publicado en Brittonia 7: 53. 1950.

## Especies
- Hoehnephytum almasense D.J.N.Hind
- Hoehnephytum imbricatum (Gardner) Cabrera
- Hoehnephytum trixoides (Gardner) Cabrera